# Wilhelm Brandes
Wilhelm Brandes, švedski veslač, * 10. junij 1877, Hannover, † 5. oktober 1959, Göteborg.
Brandes je bil krmar četverca s krmarjem široke gradnje švedskega Göteborgs Roddföreninga, ki je nastopil na Poletnih olimpijskih igrah 1912 v Stockholmu. Čoln je bil izločen v četrtfinalu